# Nikki Havenaar
Nikki Havenaar (Nagoya, 16 februari 1995) is een Japans voetballer van Nederlandse afkomst die doorgaans als verdediger speelt. Hij verruilde FC Thun in juli 2023 voor SV Ried. Havenaar is een zoon van Dido Havenaar en jongere broer van Mike Havenaar.

## Carrière
Havenaar werd geboren in Japan, waar zijn van oorsprong Nederlandse vader naartoe emigreerde nadat hij daar jaren voetbalde en trainde. Hij werd er opgenomen in de jeugdopleiding van Nagoya Grampus en debuteerde daarvoor op 23 maart 2013 in het eerste elftal. Hij viel die dag in voor Keiji Tamada in een met 1–2 gewonnen wedstrijd in het toernooi om de J-League Cup, uit bij Sagan Tosu. Zijn debuut in de J1 League volgde op 14 september 2019, een invalbeurt uit bij Shimizu S-Pulse (2–1 verlies).
Een doorbraak bleef uit. Havenaar sloot zich in januari 2016 vervolgens aan bij SV Horn, op dat moment actief in de Regionalliga in Oostenrijk. De club promoveerde dat seizoen naar de 2. Liga. Hij werd daarin in het seizoen 2016/17 basisspeler en degradeerde als zodanig samen met zijn ploeggenoten terug naar de Regionalliga. Hier bracht hij nog een seizoen door als basisspeler.
Havenaar tekende in juli 2018 bij FC Wil en kwam zo terecht in de Challenge League in Zwitserland. Waar zijn ploeg dat jaar eindigde in de lage middenmoot, speelde hij zich in de aandacht van FC Thun, verliezend bekerfinalist en nummer vier in de Super League. Hij tekende er na afloop van het seizoen 2018/19 een contract tot medio 2022. Havenaar speelde op 8 augustus 2019 voor het eerst in zijn carrière een wedstrijd in Europees verband. Hij stond toen in de basis in een met 2–3 verloren wedstrijd in de voorronden van de Europa League thuis tegen Spartak Moskou.

## Clubstatistieken
| Seizoen | Club           | Competitie       | Competitie | Competitie | Beker | Beker | Internationaal | Internationaal | Totaal | Totaal |
| Seizoen | Club           | Competitie       | Wed.       | Dlp.       | Wed.  | Dlp.  | Wed.           | Dlp.           | Wed.   | Dlp.   |
| ------- | -------------- | ---------------- | ---------- | ---------- | ----- | ----- | -------------- | -------------- | ------ | ------ |
| 2013    | Nagoya Grampus | J1 League        | 1          | 0          | 1     | 0     | —              | —              | 2      | 0      |
| 2014    | Nagoya Grampus | J1 League        | 2          | 0          | 1     | 0     | —              | —              | 3      | 0      |
| 2015    | Nagoya Grampus | J1 League        | 0          | 0          | 0     | 0     | —              | —              | 0      | 0      |
| 2015/16 | SV Horn        | Regionalliga     | 4          | 0          | 0     | 0     | —              | —              | 4      | 0      |
| 2016/17 | SV Horn        | 2. Liga          | 31         | 3          | 2     | 0     | —              | —              | 33     | 3      |
| 2017/18 | SV Horn        | Regionalliga     | 31         | 1          | 2     | 0     | —              | —              | 33     | 1      |
| 2018/19 | FC Wil         | Challenge League | 26         | 2          | 2     | 0     | —              | —              | 28     | 2      |
| 2019/20 | FC Thun        | Super League     | 10         | 2          | 1     | 0     | 2              | 0              | 13     | 2      |
| Totaal  | Totaal         | Totaal           | 105        | 8          | 9     | 0     | 2              | 0              | 116    | 8      |

Bijgewerkt t/m 3 januari 2020

## Interlandcarrière
Havenaar maakte in 2011 en 2012 deel uit van Japan –18